# Emich III. (Nassau-Hadamar)
Emich III. von Nassau-Hadamar († 1394 oder später) war der fünfte und jüngste Sohn des Grafen Johann von Nassau-Hadamar († 20. Januar 1365) und dessen Frau Elisabeth von Waldeck († vor 22. Juni 1385). Er war nominell der letzte Graf der „Älteren Linie“ Nassau-Hadamar, stand jedoch nahezu die gesamte Zeit wegen krankheitsbedingter Regierungsunfähigkeit unter Vormundschaft.
Emich hatte zwar schon zu seines Vaters Lebzeiten an einigen Regierungsgeschäften teilgenommen, und auch nach des Vaters Tod im Jahre 1365 war er zumindest nominell gemeinsam mit seinem älteren Bruder Heinrich an der Regierung der Grafschaft Nassau-Hadamar beteiligt. Als Heinrich schon wenige Jahre später (1368) kinderlos starb, war Emich der einzig verbliebene Sohn und somit der legitime Nachfolger. Er war jedoch schwachsinnig und wurde daher als regierungsunfähig betrachtet, und so begann sofort nach Heinrichs Tod der Hadamarer Erbfolgestreit. Emich selbst wurde von seinen Verwandten in das Kloster Arnstein gesteckt, während diese und Landgraf Heinrich II. von Hessen sich um sein Erbe stritten.
Emichs Vormundschaft und die Regierungsgeschäfte in Hadamar übernahm sein Schwager Ruprecht der Streitbare von Nassau-Sonnenberg, aus der walramischen Linie des Hauses Nassau, der im Jahre 1362 Emichs Schwester Anna († 1404) geheiratet hatte. Gleichzeitig erhob aber auch Emichs Vetter Johann I. von Nassau-Dillenburg, Senior der ottonischen Linie, Erbansprüche auf den Hadamarer Besitz, und spätestens 1371 kam es zum offenen Bruch zwischen Ruprecht und Johann. Während der nächsten 14 Jahre bekämpften sich die beiden in jahrelangen Fehden, nur zweimal (1374 und 1382) durch von Dritten vermittelte und nur kurzlebige Vergleiche unterbrochen. Erst ein 1385 vermittelter Vergleich, der die Abkommen von 1374 und 1382 im Wesentlichen bekräftigte, erwies sich als einigermaßen haltbar. Als Ruprecht am 4. September 1390 starb, begann nahezu umgehend der Streit aufs Neue. Seine Witwe Anna ging zwischen dem 10. Januar und 19. Februar 1391 eine neue Ehe mit dem Grafen Diether VIII. von Katzenelnbogen ein, und dieser erhob umgehend Anspruch auf Nassau-Hadamar. Der Streit zwischen den Häusern Nassau-Dillenburg und Katzenelnbogen zog sich bis 1408 hin.
Emich selbst behielt von seinem väterlichen Erbe wohl nur seinen Anteil an der Burg Nassau und eine jährliche Apanage. Letztere scheint nicht sehr üppig gewesen zu sein: In dem am 21. Juni 1394 zwischen Ruprecht und Johann I. geschlossenen Vergleich verpflichtete sich Johann, für Emichs Unterhalt zu sorgen, solange dieser in Nassau sei. Johann beurkundete bei dieser Gelegenheit auch, dass er den Hadamarschen Teil von Nassau, mit allem Zubehör, von wegen Emichs besitze, diesen als einen Grafen von Nassau anerkenne, und ihm in den Hadamarschen Teilen von Nassau huldigen lassen würde.
Wann Emich III. starb, ist nicht bekannt. Er ist letztmals in dem Vergleich zwischen Johann und Ruprecht vom 21. Juni 1394 urkundlich erwähnt. Mit ihm erlosch die Ältere Linie Nassau-Hadamar im Mannesstamm.